# Max Fishman

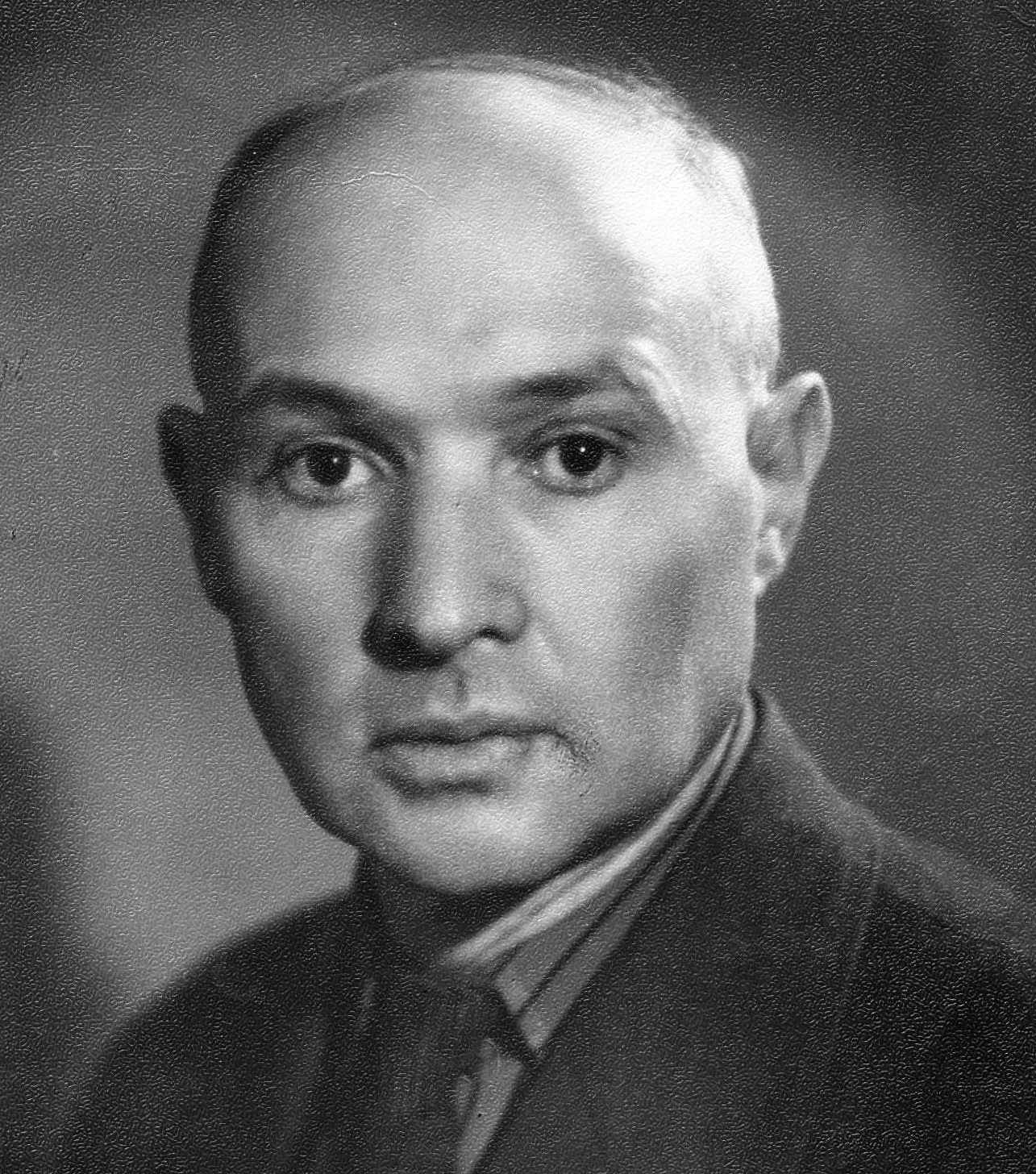
Aufnahme um 1955

Max Fishman (rumänisch Max Fișman; polnisch Mieczysław (Mietek) Fiszman/Fischman; russisch Макс Шахнович Фишман Max Schachnowitsch Fischman; geboren am 12. Dezember 1915 in Warschau; gestorben am 24. September 1985 in Chișinău) war ein moldawischer Komponist, Pianist und Pädagoge, der unter den Einflüssen der jüdischen, polnischen und russischen Kultur ausgebildet war.

## Leben in Polen
Max Fishman wuchs in Warschau auf. Der Vater von Max Fishman war Unternehmer, Philanthrop und Gabbai der Warschauer Synagoge Szachna-Benisz Fiszman (geboren 1870 in Opatów, gestorben am 1. Juli 1936 in Warschau). Seine Mutter war Esther Fiszman (geborene Bleiberg, geboren 1880 in Ćmielów, gestorben wahrscheinlich 1942–1943 im Warschauer Ghetto oder Vernichtungslager Treblinka). Max Fishman hatte einen jüngeren Bruder und sechs ältere Schwestern. Er besuchte das Gymnasium und studierte Musik.
Аb dem dreizehnten Lebensjahr arbeitete er als Pianist in einem kleinen Kino, dort begleitete er Stummfilme mit Improvisationen am Klavier. Später studierte er am Warschauer Konservatorium bei Józef Turczyński (Klavier) und Antoni Marek (Komposition). Er komponierte klassische und populäre Musik, arbeitete mit den bekannten jüdisch-polnischen Schauspielerinnen und Sängerinnen Lola Folman und Ida Kaminska sowie dem Hypnotiseur Wolf Messing zusammen. In seiner Freizeit spielte und arbeitete er auch als Erzieher für die Waisenkinder im Waisenhaus (polnisch Dom Sierot) des bekannten Arztes und Pädagogen Janusz Korczak.
Am 1. September 1939, während des Angriffs des nationalsozialistischen Deutschlands auf Polen, beteiligte er sich aktiv am antifaschistischen Widerstand. Die Situation in Warschau verschlechterte sich insbesondere für Juden. Die deutschen Besatzer zeigten zunehmend offen Entwürdigung und Gewalt gegen Juden. Die Familie beschloss, dass besonders die jungen Männer in Gefahr seien, und schickte Max Fishman mit seinem Neffen, Pawel Gruenspan (geboren am 20. Oktober 1920 in Warschau, gestorben am 30. Januar 2000 in Stettin; wurde nach dem Krieg Jazzmusiker, Pianist und Komponist) auf die Flucht vor den Deutschen. Sie überquerten in einer Nacht-und-Nebel-Aktion den Fluss Bug nach Belarus, gerieten in die Hände sowjetischer Soldaten und hatten Glück, nicht sofort erschossen zu werden. Pawel Gruenspan nahmen sie mit, um ihn für Dolmetscherdienste mit Gefangenen einzusetzen.

## Leben in der UdSSR
Max Fishman wurde verhaftet und zusammen mit anderen polnischen Gefangenen ins Konzentrationslager (Gulag), Aktjubinsk (Kasachische SSR) geschickt, wo er fünf Jahre lang im Erzbergbau unter Tage arbeitete. Er gründete zusammen mit polnischen Häftlingen eine Musikgruppe, die gelegentlich im Lager auftreten durfte. Anfang 1944 fand ein gemeinsames Konzert polnischer Häftlinge und Studenten des Saratow-Konservatoriums statt, das darauf abzielte, das Image der Sowjetunion auf internationaler Ebene zu verbessern. Der Auftritt des abgemagerten polnischen Häftlingspianisten Fishman begeisterte die Leiter der speziellen Klavierabteilung des Saratow-Konservatoriums, Jewsei Singer und Klawdija Kriwoscheina, Ehefrau des Vorsitzenden des Rates der Volkskommissare der RSFSR A. Kossygin, die mit der internationalen Delegation im Lager war. Kriwoscheina und Singer baten die Lagerleitung, Fishman zum Studium an das Saratow-Konservatorium zu schicken. Mit beschädigten Händen durch die Kälte und harte Arbeit begann er im Oktober 1944 sein Studium bei Singer (Klavier) und anschließend bei Georgi Petrow am Minsker Konservatorium. Er besuchte außerdem Kompositionskurse bei Anatol Bahatyrou.
Nach seiner Befreiung musste er feststellen, dass fast alle seine Verwandten im Warschauer Ghetto bei der Teilnahme am Ghettoaufstand bzw. durch Deportation in die Vernichtungslager zu Tode gekommen waren.
Später wurde ihm für diese harten Lebensprüfungen die Medaille „Für heldenmütige Arbeit im Großen Vaterländischen Krieg 1941–1945“ verliehen.
1945 heiratete er Lidija Aksjonowa. Seit 1947 arbeitete er als Korrepetitor am Weißrussischen Konservatorium. 1949 schloss er sein Studium am Konservatorium ab. Nach seinem Abschluss am Konservatorium hatte Max Fishman große Schwierigkeiten mit seiner Anstellung in Minsk, da es zu dieser Zeit in der Sowjetunion zu einer weiteren antisemitischen Kampagne kam. Er ging mit seiner Frau nach Homel in Belarus, um an einer Berufsfachschule für Musik zu unterrichten. Von dort wurden er und seine Frau 1952 zur Förderung der Kultur und zur Ausbildung hochqualifizierter Musiker in das 1940 von der UdSSR annektierte Moldawien geschickt.
Ab 1952 arbeitete Max Fishman am Konservatorium Chisinau (Chisinau, russisch Kischinjow, war die Hauptstadt der Moldauischen sozialistischen Sowjetrepublik) als Korrepetitor und Klavierlehrer. Er unterrichtete Klavier an der Pädagogische Berufsfachschule Călărași und an der Musikschule im Dorf Karpineny. Hunderte von Studenten aus den Abteilungen für Blas- und Volksinstrumente, Gesang und Schauspiel am Konservatorium Chisinau wurden in der allgemeinen Klavierklasse von Max Fishman ausgebildet und wurden anschließend zu führenden Meistern der Musik- und Theaterkunst Moldawiens.
Max Fishman hat zahlreiche musikalische Werke hinterlassen: vier Konzerte für Klavier und Orchester, ein Konzert für Oboe und Orchester, die Sonate für Klarinette und Klavier, die Sonate für Violine und Klavier, zwei Trios für Klavier, Violine und Cello, Sinfonie – und Chorwerke, die Ereignisse seines Lebens widerspiegeln. Seine Werke erzählen über Liebe und Verrat, Güte und Hass, Leidenschaft und Vergebung. Ein besonderes Interesse für den Zuhörer ist die eigenwillige Musik Fishmans, die aufgrund ihrer tiefen jüdischen Herkunft in der Sowjetunion keine Anerkennung fand. In seiner Musik sind alte jüdische, polnische und moldawische Volksliedertraditionen verankert, die der Komponist auf seine eigene Weise interpretierte. Als ehemaliger Gulag-Insasse hatte er ein schweres Schicksal, seine Werke fanden schwer den Weg in die Konzertsäle, ihre Aufführung war für die sowjetischen Behörden unerwünscht.
Aus einem Interview des moldauischen Geigers und Komponisten Boris Dubosarschi, mit dem Musikkritiker und Journalisten Sergei Pojar:

„Anfang der 60er Jahre lud das Organisationskomitee des interzonalen Violinwettbewerbs der UdSSR in Moldawien Komponisten aus allen Republiken ein, ein virtuoses Stück für Violine zu schreiben, das alle Teilnehmer des Wettbewerbs aufführen mussten. Um den Vorwurf einer unfairen Auswahl zu vermeiden, wurde jedem Komponisten eine Nummer zugewiesen und sein Name in einem versiegelten Umschlag versteckt. Die Jury für die Auswahl dieses Werkes war solide und bestand hauptsächlich aus der Führung des Komponistenverbandes der UdSSR und Moldawiens. Für den Wettbewerb wurden viele Werke eingereicht, aber es gab kaum Kontroversen. Als der Umschlag mit der Nummer des Gewinnerkomponisten öffentlich geöffnet wurde, stellte sich heraus, dass es sich um Max Fishman handelte. Ein jüdischer Komponist entsprach nicht den Vorstellungen der sowjetischen Funktionäre, wegen der politischen Spannungen mit Israel und der arabischen Welt. Auf einem der Komponistenkongresse wurde der Nachname Fishman auf dem Plakat durch den Nachnamen Fimshan ersetzt, der wie ein moldauischer Nachname klingt, und dann fanden sie den Nachnamen – Pescaru, der aus dem Rumänischen übersetzt Fishman bedeutet. Die Preisträger des Wettbewerbs führten dieses Werk für Violine von Max Benovich mit großer Freude auf […] und einer dieser Gewinner war Boris Goldenblank, ein wunderbarer Geiger, mein Klassenkamerad, künftig erster Geiger der berühmten Orchester von Juri Silantjew und André Rieu“

Bedeutende Musiker der Sowjetunion und aus anderen Ländern gliederten seine Werke trotzdem in ihre Konzertprogramme ein. Dazu zählten Timofei Gurtowoi (Sinfonieorchesterdirigent), Wera Garschtja (Chordirigentin), Lew Gorelik (Violine), Genrich Wagner (Klavier), Schiko Aranow (Dirigent eines Jazz Orchesters), Lidija Aksjonowa (Chordirigentin), Ghitlea Strahilevici-Propişcean (Klavier), Ljudmila Wawerko (Klavier), Oskar Dain (Violine), Nuchim Losnik (Violine), Teodor Zgureanu (Chordirigent), Jewgeni Werbezkij (Klarinette), Olga Kühn (Klavier), Boris Dubosarschi (Violine), Boris Goldenblank (Violine), Arthur Aksenov (Klavier) usw. Bereits vor Kriegsbeginn 1939 in Warschau, Polen wurde Fishman gespielt von Ida Kaminska (Gesang), Lola Folman (Gesang), Tobias Kuperweis (Klavier), Moishe Weinberg (Klavier), Eta Tyrmand (Klavier), Genrich Wagner (Klavier) oder Pawel Gruenspan (Klavier).
Nach dem Zusammenbruch der Sowjetunion kamen Fischmans Werke auch nach Westeuropa, Asien und Amerika – Ilona Stepan (Chordirigentin, Republik Moldau), Nicolas Kruger (Sinfonieorchesterdirigent, Frankreich), Jan Wierzba (Sinfonieorchesterdirigent, Portugal), Rita Namorado (Klavier, Portugal), Birgitta Starnes (Violine, Norwegen), Hélène Dautry (Cello, Frankreich), Ekaterina Baranova (Klavier, Republik Moldau), Arthur Aksenov (Klavier, USA–Russland), sowie Studenten der Musikakademie, Musikhochschulen, Schulen und Studios. Die Werke des Komponisten wurden in Polen, Belarus, Russland, Republik Moldau, Rumänien, Ukraine, Deutschland, Israel, Südkorea, Portugal, Frankreich, Norwegen, Belgien und den USA aufgeführt. Seine Werke werden heute wieder aufgeführt.
Aus der Monographie Composer and professor Max Fishman von Tamara Melnik:

„Soweit uns selbst eine oberflächliche Analyse seiner Werke zu beurteilen erlaubt ist, war sein Talent originell, blendend, außergewöhnlich […] Der Höhepunkt von M. Fishmans Schaffen sind die 4 Klavierkonzerte […] Die Entwicklung und Vielfalt der Klavierstruktur, die Ausdruckskraft der Modi - harmonischen Sprache, die Intensität der thematischen und tonalen Entwicklung, sowie die leuchtenden, national gefärbten Bilder ermöglichen es uns, sie mit den herausragendsten Beispielen dieser Gattung im Werk gleichzusetzen, der moldauischen Komponisten der 2. Hälfte des 20. Jahrhunderts […] Die Werke von Max Fishman spiegeln die harmonischen und strukturellen Formeln der Romantik sowie die Innovationen der Klaviermusik des 20. Jahrhunderts wider. Die Originalität seiner Werke wird jedoch maßgeblich von ihrer nationalen Identität bestimmt, die nicht nur in modalen, intonatorischen oder rhythmischen Merkmalen liegt, sondern auch in den Besonderheiten der Weltanschauung und der Gefühlsstruktur des moldauischen Volkes.“

Aus einem Interview mit dem moldawischen Komponisten Vladimir Slivinskii und dem Musikkritiker und Journalisten Serghei Pojar:

„Max Benovich war einer der größten Komponisten Moldawiens, obwohl er offiziell kein Mitglied der Union war. Ja, um ehrlich zu sein, Max Fishman brauchte die Union der Komponisten nicht, aber die Union der Komponisten brauchte ihn. Offenherzig, kompromisslos, ehrlich, subtil, charmant […] Seine Musik ließ keinen Zuhörer gleichgültig. Sogar offensichtliche Kritiker – und davon gab es viele, ich glaube, er hatte einige – bemerkten die Originalität, das Ausmaß und die Modernität des Lieds, das seinen Ursprung in den Tiefen des moldauischen oder jüdischen Melos hatte. Seine Vorschläge, Ratschläge und Analysen der Arbeiten von Kollegen waren stets freundlich, interessiert und gut begründet. ‚Die Hauptsache ist, zu helfen und nicht zu schaden […]‘“

Max Fishman starb am 24. September 1985 in Chisinau. Er liegt auf dem Friedhof St. Lazarus in Chisinau begraben.

## Auszeichnungen
- Medaille „Für heldenmütige Arbeit im Großen Vaterländischen Krieg 1941–1945“[33][34][35]
- Medaille „Veteran der Arbeit“
- Medaille „30. Jahrestag des Sieges im Großen Vaterländischen Krieg 1941–1945“
- Medaille „40. Jahrestag des Sieges im Großen Vaterländischen Krieg 1941–1945“

## Familie
- Seine Frau Lidija Aksjonowa (geboren am 19. Juli 1923 in Pokrowsk, gestorben am 18. September 2019 in Chișinău) war eine sowjet-moldauische Chordirigentin. Sie war die erste Frau, die als Dirigent des Symphonieorchesters in Moldawien wirkte, und die erste Frau, die den akademischen Titel Professorin für Chordirigieren in Moldawien erhielt.[36]
- Ihre Söhne: Schauspieler und Regisseur Băno Axionov (geboren am 2. April 1946 in Minsk)[37][38] und Pianist und Pädagoge Artur Aksenov (geboren am 5. Juli 1956 in Chișinău)[39][40][41]

## Werke (Auswahl)
- 4 Klavierkonzertе.[M 1]
- Konzert für Oboe und Sinfonieorchester.
- Zwei Trios für Klavier, Violine und Cello (1954–1958).[M 2][M 3][M 4][M 5]
- Zehn Miniaturen für Klavier über moldauische Volksmelodien (1955).[42]
- Variationen für Klavier.[43][44][M 6]
- Zyklus von 5 Präludien für Klavier (1956).
- „Mazurka. Erinnerungen an Polen“(1956).
- Kantate „Ruhm den jungen Adlern“ (den jungen Kämpfern gegen den Nationalsozialismus gewidmet) nach den Worten von S. Varelopulus (1959).[45]
- Suite für großes Sinfonieorchester (1961).
- Scherzino G-dur für Klavier (1961).
- Fantasie für kleines Sinfonieorchester.[46]
- Capriccio e-Moll für Klavier (1961).
- Sonatine für Klarinette und Klavier in B (1963).[47][48][49][50][M 7]
- Sonatine für Klavier (3 Sätze) (1963).[51]
- Romanze (Bearbeitung für Posaune und Klavier, 1963).
- 5 Präludien für Klavier (Erinnerung, Der Frühling kommt, Estrada Echoes, Auf dem See, Am 1. Mai).
- Jazz-Ouvertüre (1964).[52][53]
- Konzertstück für Violine und Klavier (1964).[M 8]
- Scherzino für Klarinette und Klavier in B (1964).
- Scherzo (arrangiert für Posaune und Klavier, 1964).
- Chor „Herbst“ („Was rockst du…?“) nach den Worten von Mihai Eminescu (1964).
- 4 Etüden für Klavier (1968).
- Sonatine für Klavier d-moll (3 Sätze) (1968).
- Präludium in E-Moll für Klavier (1968).
- Zehn Klavierstücke zu moldauischen Themen (1969).
- Sonate für Violine und Klavier in d-moll.
- 4 Etüden für Klavier (1968).
- Zehn Klavierstücke zu moldauischen Themen (Miniaturen Tanz, Variationen, Olandra, Kanon, Jugend, Variationen, Comic, Variationen, Lied, Jock).
- Humoreske für Violine und Klavier.[54]
- Chor „Harvesting“ zu den Worten von Vasile Alecsandri.
- Kanon für Chor (moldauisches Volkslied) (1973).
- Polyphoner Klavierzyklus. Canons (1976).

### Einige veröffentlichte Werke
- Fishman M. La vânătoare. Pentru pian. Chișinău: Editura de stat a Moldovei, (1956).[55]
- Fishman M. Sonatina d-moll für Klavier. Chișinău: Cartea moldovenească, (1968).
- Fishman M. Präludium und vier Etüden für Klavier. TsGARM, F. 3050, Op. 2, D. 309.
- Fishman M. Capriccio, Scherzino. In: Ausgewählte Werke moldauischer Komponisten. Chisinau: Cartea moldovenească, 1961, S. 150–172.
- Fishman M. Sonatina Es-dur für Klarinette in B. Chișinău: Cartea moldovenească, 1963.

### Diskographie
Im Jahr 2006 wurde eine CD mit Musikaufnahmen von M. Fishman (aus Mitteln von Teleradio-Moldova, Gesamtspielzeit – 78:19,04) veröffentlicht, die Folgendes enthielt:
- Humoreske für Violine und Klavier. Aufgeführt von Liliya Nyaga (Violine), Ghitlea Strahilevici-Propişcean (Klavier), aufgenommen 1964.
- Sonate für Violine und Klavier. Aufgeführt von Liliya Nyaga (Violine), Ghitlea Strahilevici-Propişcean (Klavier) aufgenommen 1964.
- Sonate für Klarinette und Klavier. Aufgeführt von Evgheni Verbețchi (Klarinette), Ghitlea Strahilevici-Propişcean (Klavier) aufgenommen etwa 1964–1965.
- Scherzino für Klarinette und Klavier. Aufgeführt von Evgheni Verbețchi (Klarinette), Ghitlea Strahilevici-Propişcean (Klavier) aufgenommen etwa 1965–1966.
- Variationen für Klavier. Aufgeführt von Lyudmila Vaverko (Klavier), aufgenommen 1956.
- Capriccio für Klavier. Aufgeführt von Ghitlea Strahilevici-Propişcean (Klavier), aufgenommen 1964.
- Etüde G-Dur für Klavier. Aufgeführt von Ghitlea Strahilevici-Propişcean (Klavier), aufgenommen 1964.
- Etüde d-Moll für Klavier. Aufgeführt von Ghitlea Strahilevici-Propişcean (Klavier), aufgenommen 1964.
- Sonatine für Klavier. Aufgeführt von Ghitlea Strahilevici-Propişcean (Klavier), aufgenommen 1963.
- Trio über moldauische Themen für Klavier, Violine und Cello. Aufgeführt von Lyudmila Vaverko (Klavier), Oscar Dayn (Violine), Vsevolod Dubrovsky (Cello), aufgenommen 1958.
- Chor „Herbst“ („Warum rockst du den Wald“) nach den Worten von Mihai Eminescu. Aufgeführt vom Chor Konservatorium, Dirigentin Lydia Axionov, aufgenommen 1964.
- Chor „Ernte“ nach den Worten von Vasile Alecsandri. Aufgeführt vom Chor Konservatorium, Dirigentin Lydia Axionov, aufgenommen am 23. Juni 1964.
- Konzert für Oboe und Orchester. Aufgeführt von Dmitry Rotar (Oboe), Rundfunk-Sinfonieorchester, Dirigent Alexander Vasechkin, aufgenommen 1961.

## Musikbeispiele
1. ↑  Max Fishman: Concert pour piano et orchestre symphonique. (YouTube) Rita Namorado – piano, Nicolas Kruger – direction, Orchestre Nationale de Chambre et Orchestre Téléradio Moldova. Salle d'Orgue, Chisinau, Moldavie, 2018
2. ↑  Max Fishman: Trio on Moldovan themes for piano, violin and cello. (YouTube) Performed by Lyudmila Vaverco (piano), Oscar Dayn (violin), Vsevolod Dubrovsky (cello), Teleradio-Moldova, recorded in 1958
3. ↑  Max Fishman: Trio n.2, Allegro. (YouTube) Ecaterina Baranov (piano), Birgitte Staernes (violin), Hélène Dautry (cello). Salle d'Orgue, Chisinau, Moldavie, 2019.
4. ↑  Max Fishman: Trio n.2, Andante. (YouTube) Ecaterina Baranov (piano), Birgitte Staernes (violin), Hélène Dautry (cello). Salle d'Orgue, Chisinau, Moldavie, 2019.
5. ↑  Max Fishman: Trio n.2, Vivace Giocoso. (YouTube) Ecaterina Baranov (piano), Birgitte Staernes (violin), Hélène Dautry (cello). Salle d'Orgue, Chisinau, Moldavie, 2019.
6. ↑  Max Fishman: Variations for piano. (YouTube) Performed by Lyudmila Vaverco. Teleradio-Moldova, recorded in 1956.
7. ↑  Max Fishman: Sonata for clarinet and piano. (YouTube) Performed by Evgeny Verbețsky (clarinet), Ghitlea Strakhilevich, (piano). Teleradio-Moldova, recording in 1964
8. ↑  Max Fishman: Concert piece for violin and piano. (YouTube) Performed by Lilia Neaga (violin), Ghitlea Strakhilevich (piano). Teleradio-Moldova, recording in 1964.